# Вальтер, Эдгар (писатель)
Эдгар Вальтер (эст. Edgar Valter, 21 сентября 1929 г. — 4 марта 2006 г.) — эстонский писатель, художник-иллюстратор и карикатурист. Заслуженный деятель культуры Эстонской ССР (1986). Лауреат Национальной премии Эстонии в области культуры (1996).

## Биография
Эдгар Вальтер родился в Таллине и стал четвёртым ребёнком в многодетной семье (всего у родителей Эдгара было восемь детей). Эдгар не получил специального образования. Окончив в 1945 году среднюю школу, он в течение нескольких лет перепробовал множество самых разнообразных профессий: помощник слесаря, матрос, маляр, печатник, транспортный рабочий и работник декорационной мастерской. С 1950 года — свободный художник. Член Союза Художников Эстонии с 1956 года. Сотрудничал с журналами «Hea Laps», «Täheke», «Pioneer» и «Pikker». Вальтер быстро вошёл в число ведущих карикатуристов Эстонии, издал семь авторских альбомов карикатур — «Kaugel naljast» (1964), «Pildiraamat koolijärikutele» (1970), «Jahikoera memuaarid» (1974), «84 lk» (1976), «Veekandja» (1980), «Ho-Ho-Hoo» (2002), «Jahikoera memuaarid» (2004, переработка издания 1974 года). Творчеству Вальтера в 1987 году был посвящён один из выпусков серии «Мастера советской карикатуры» московского издательства «Советский художник».

## Работа иллюстратором
Но наибольшую известность Эдгар Вальтер приобрёл как иллюстратор. Вальтер оформил более 250 книг, из них более 170 — детских. Иллюстрации Эдгара Вальтера к лучшим историям и сказкам эстонских писателей считаются эталонными. И уже несколько поколений юных читателей в Эстонии, России и многих других странах знают и любят Сипсика, Муфту, Полботинка и Моховую Бороду Э. Рауда, Бабу Мору А. Первик, Мальчика с рожками О. Лутса, Агу Сивкху Я. Раннапа именно такими, какими их нарисовал Вальтер. Книги с иллюстрациями художника издавались почти на двадцати языках.
Эдгар Вальтер также работал в кино и театре, делал эскизы костюмов, рисовал плакаты и афиши, создавал живописные работы. Работоспособность Вальтера была поразительной: к примеру, для многочисленных переизданий сказок Эно Рауда «Сипсик» и «Муфта, Полботинка и Моховая Борода» он каждый раз делал новые иллюстрации.

## Эдгар Вальтер в качестве автора книг
В начале 1990-х годов Вальтер переехал жить на хутор Пёэрисмяэ в уезде Вырумаа.
Здесь, среди тишины, покоя и ощущения единства с природой он написал свою первую книгу — «Поки» — сказку о забавных лесных человечках и, конечно, сам проиллюстрировал её. Гармоничные отношения с природой и её обитателями — таков лейтмотив этой доброй сказки. Книга имела большой успех. Вальтер создал за 12 лет ещё 15 книг для детей, в том числе две книги о полюбившихся читателям поках. Поки сейчас настолько популярны в Эстонии, что вполне могут конкурировать с признанными символами эстонской детской литературы — накситраллями и Сипсиком. В Эстонии открылся парк отдыха «Покумаа», посвящённый покам и творчеству их создателя. 
За вклад в национальную культуру Эдгар Вальтер награждён эстонским Орденом Белой Звезды третьей степени (2001).
На Фантлабе автор представлен как сказочник: именно волшебные сказки почти исключительно составляют литературное наследие Вальтера.